# Blackfriars, Oxford

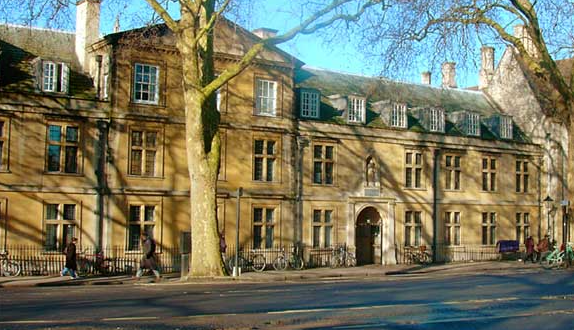
Blackfriars an St Giles’

Blackfriars, Oxford ist eine Permanent Private Hall der University of Oxford. Dort bestehen verschiedene Einrichtungen: das Priorat des Heiligen Geistes, wo die Brüder des Dominikanerordens wohnen; Blackfriars Studium, das Zentrum der Theologiestudien der englischen Provinz der Dominikaner und anderer Orden; Blackfriars Hall, eine der konstitutiven Bildungseinrichtungen der University of Oxford. Gegenwärtiger Regens ist John O’Connor. Mit Blackfriars wird auf die schwarze Capa des Dominikanerhabits angespielt. Die tragende Organisation ist die englische Provinz des Dominikanerordens. Dieser Orden steht in der Tradition des Thomas von Aquin. Das Theologiestudium steht Männern und Frauen jeden Glaubens offen, für undergraduates und postgraduale Studien.
In Oxford liegt es an der zentralen Straße St Giles.

## Geschichte

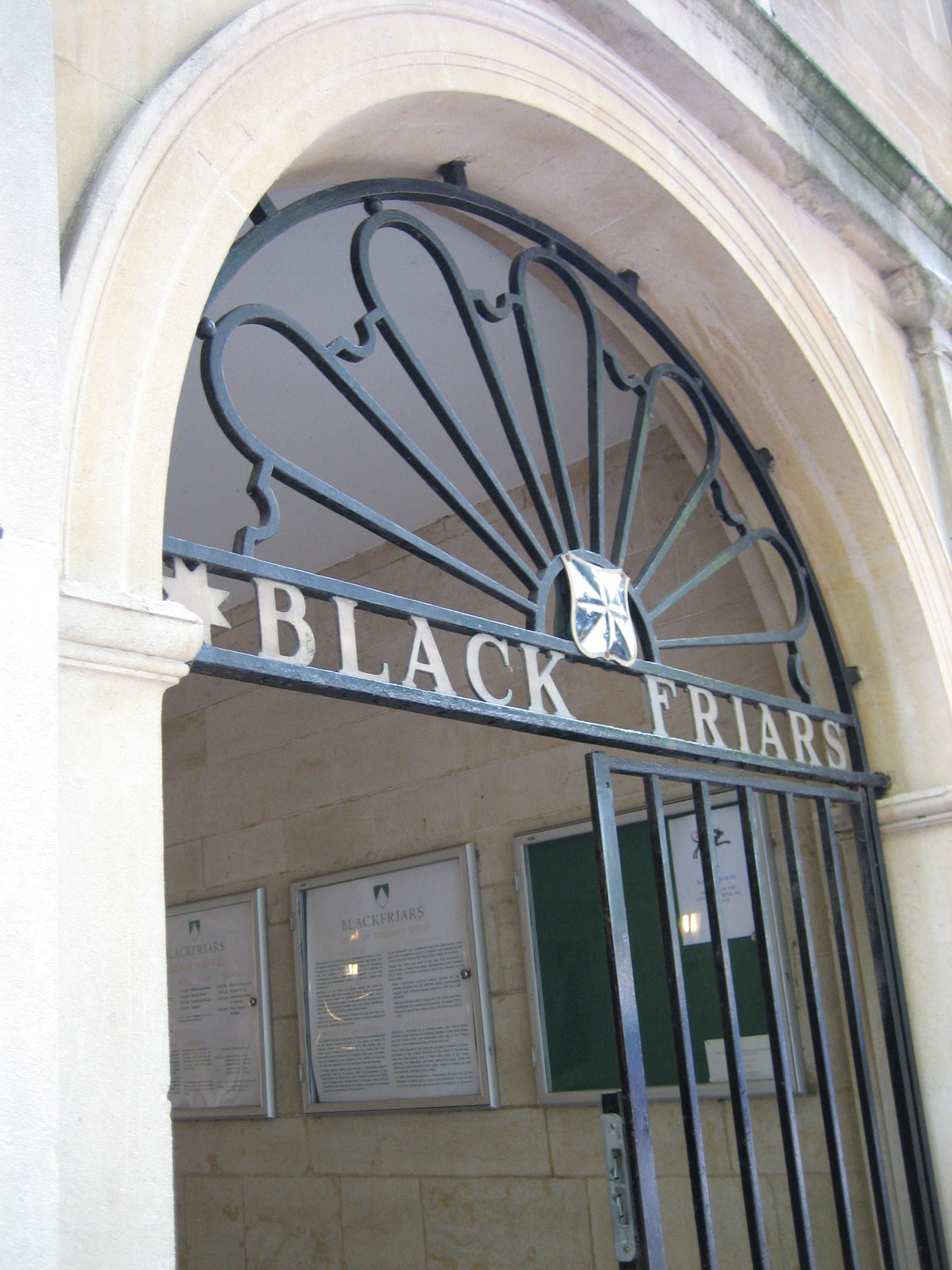
Eingang zu Blackfriars

Die Dominikaner kamen am 15. August 1221 in Oxford an, eine Woche nach dem Tod des hl. Dominikus und begannen mit der Lehre. 1236 richteten sie ein neues Kloster im Stadtteil St Ebbes ein. Die katholischen Orden wurden in der Reformation unterdrückt. Erst 1921 kehrten sie nach Oxford zurück und richteten nur 600 m von der alten Stätte ein neues Religionshaus ein. 1994 wurde es zur Permanent Private Hall erhoben.

## Institute
Blackfriars Hall beherbergt mehrere Institute:
- Las Casas Institute on ethics, governance and social justice[2]. Im November 2008 errichtet, soll das Institut ein Zentrum für Sozial- und theologische Wissenschaften sein.

- The International Young Leaders Network[3] soll junge Führungskräfte von 18 bis 33 aus der weltweiten Christengemeinschaft formen.

- Das Aquinas Institute wurde 2004 eingerichtet.[4] Es soll das Thomasstudium vielfältig unterstützen. Zu den Förderern gehören Alasdair MacIntyre, Ralph McInerny und Eleonore Stump.

## Personen

### Bekannte frühere Studenten
- Joseph William Tobin (* 1952), C.Ss.R., Erzbischof von Newark
- Anthony Fisher (* 1960), Erzbischof von Sydney
- James Alison (* 1959), Theologe
- Malcolm McMahon (* 1949), Erzbischof von Liverpool
- Aidan Nichols (* 1948), John Paul II Memorial Visiting Lecturer an der University of Oxford

### Fellows und Akademiker
- Andrew Linzey (* 1952), Theologe, Vegetarier
- Timothy Radcliffe (* 1945), Leiter des Dominikanerordens 1992–2001, Kardinal
- Roger Scruton (1944–2020), Philosoph

## Einzelbelege
1. ↑  Malcolm Graham: On Foot from Carfax to Turn Again (= Oxford Heritage Walks, 5). Oxford Preservation Trust, 2019, ISBN 978-0-9576797-6-4 (englisch).
2. ↑  Blackfriars - Las Casas Institute. Abgerufen am 5. Oktober 2020 (englisch).
3. ↑  International Young Leaders Network (IYLC) - Get Involved! Abgerufen am 19. November 2020 (englisch).
4. ↑  Blackfriars - Aquinas Institute. Archiviert vom Original am 27. November 2020; abgerufen am 5. Oktober 2020 (englisch).  Info: Der Archivlink wurde automatisch eingesetzt und noch nicht geprüft. Bitte prüfe Original- und Archivlink gemäß Anleitung und entferne dann diesen Hinweis.

Koordinaten: 51° 45′ 22″ N, 1° 15′ 37″ W